# Mirko Bruccini
Mirko Bruccini (La Spezia, 18 gennaio 1986) è un calciatore italiano, centrocampista della Fezzanese.

## Carriera
Esordisce nella squadra della sua città, ovvero nello Spezia in Serie C1 con cui ottiene la promozione in Serie B nella stagione 2005-2006. Con i liguri esordisce tra i cadetti il 14 aprile 2007 in Modena-Spezia (4-0). 
Nella stagione successiva si trasferisce in Serie C2 al Castelnuovo. Seguono 6 stagioni alla Pro Patria (3 in Prima divisione e 3 in Seconda divisione). A gennaio del 2014 passa alla Cremonese in Prima divisione, mentre nella stagione successiva viene ingaggiato dalla Reggiana con la quale disputa due campionati di Lega Pro. Nel 2016 si trasferisce alla Lucchese con cui mette a segno 4 reti in 35 presenze di campionato. L'anno successivo passa al Cosenza, ancora in Lega Pro. Con i rossoblù vince i playoff e conquista la promozione in Serie B attesa in città da 15 anni, realizzando anche 7 preziosissime reti (+2 nei playoff). Nell'annata successiva può tornare a calcare i campi della cadetteria. Nella prima stagione totalizza 32 presenze in campionato realizzando 3 gol (contro Cremonese, Perugia e Brescia). Nella seconda stagione (ancora in B) colleziona 34 partite di campionato e mette a segno ben 8 gol. Firma una doppietta in casa del Cittadella che permette al Cosenza di vincere 3-1, un altro gol nell'1-1 casalingo contro il Chievo, un gol nella sconfitta (3-2) di Ascoli, un'altra rete a Livorno dove i Lupi vincono 3-0, un gol molto pesante nel 2-1 interno contro la Virtus Entella, un altro gol nella sconfitta esterna (5-1) contro il suo ex Spezia, e infine un'altra preziosa marcatura nel 2-1 casalingo contro il Perugia. Inizia col Cosenza la sua terza stagione in Serie B, ma il 7 gennaio 2021 si trasferisce all'Alessandria in Lega Pro dove con i grigi conquista una storica promozione in serie B dopo 15 anni vincendo contro il Padova  in finale dei play-off ai calci di rigore realizzando il primo dei cinque rigori.
Il 31 gennaio 2022 si trasferisce al Mantova. Nella stagione successiva nel Luglio 2022 si trasferisce al Franciacorta serie D girone B dove colleziona 32 gare condite da 4 goal e 7 assist. A luglio 2023 si Approda alla Fezzanese, squadra che milita nel girone A di serie D. Nella compagine verde forma un formidabile duo a centrocampo insieme ad Andrea “Raffo” Nicolini. I due si renderanno grandi protagonisti nel condurre alla salvezza la squadra con 4 giornate d’anticipo facendo anche registrare lo storico record di punti della Fezzanese nel campionato di serie D realizzando 11 reti.

## Statistiche

### Presenze e reti nei club
Statistiche aggiornate al 18 aprile 2024.
| Stagione           | Squadra            | Campionato         | Campionato | Campionato | Coppe nazionali | Coppe nazionali | Coppe nazionali | Coppe continentali | Coppe continentali | Coppe continentali | Altre coppe | Altre coppe | Altre coppe | Totale | Totale |
| Stagione           | Squadra            | Comp               | Pres       | Reti       | Comp            | Pres            | Reti            | Comp               | Pres               | Reti               | Comp        | Pres        | Reti        | Pres   | Reti   |
| ------------------ | ------------------ | ------------------ | ---------- | ---------- | --------------- | --------------- | --------------- | ------------------ | ------------------ | ------------------ | ----------- | ----------- | ----------- | ------ | ------ |
| 2004-2005          | Spezia             | C1                 | 5          | 0          | CI-C            | 7               | 0               | -                  | -                  | -                  | -           | -           | -           | 12     | 0      |
| 2005-2006          | Spezia             | C1                 | 6          | 0          | CI+CI-C         | 0+2             | 0               | -                  | -                  | -                  | SC1         | 0           | 0           | 8      | 0      |
| 2006-2007          | Spezia             | B                  | 1          | 0          | CI              | 0               | 0               | -                  | -                  | -                  | -           | -           | -           | 1      | 0      |
| Totale Spezia      | Totale Spezia      | Totale Spezia      | 12         | 0          |                 | 9               | 0               |                    | -                  | -                  |             | 0           | 0           | 21     | 0      |
| 2007-2008          | Castelnuovo        | C2                 | 33+2       | 4+1        | CI-C            | ?               | ?               | -                  | -                  | -                  | -           | -           | -           | 35     | 5      |
| 2008-2009          | Pro Patria         | 1D                 | 16         | 1          | CI-LP           | 2               | 1               | -                  | -                  | -                  | -           | -           | -           | 18     | 2      |
| 2009-2010          | Pro Patria         | 1D                 | 25+2       | 1          | CI+CI-LP        | 2+0             | 0               | -                  | -                  | -                  | -           | -           | -           | 29     | 1      |
| 2010-2011          | Pro Patria         | 2D                 | 29+4       | 3          | CI-LP           | 4               | 2               | -                  | -                  | -                  | -           | -           | -           | 37     | 5      |
| 2011-2012          | Pro Patria         | 2D                 | 36         | 5          | CI+CI-LP        | 1+0             | 0               | -                  | -                  | -                  | -           | -           | -           | 37     | 5      |
| 2012-2013          | Pro Patria         | 2D                 | 32         | 4          | CI-LP           | 2               | 0               | -                  | -                  | -                  | S2D         | 1           | 0           | 35     | 4      |
| 2013-gen. 2014     | Pro Patria         | 1D                 | 15         | 1          | CI+CI-LP        | 2+2             | 0+3             | -                  | -                  | -                  | -           | -           | -           | 19     | 4      |
| Totale Pro Patria  | Totale Pro Patria  | Totale Pro Patria  | 153+6      | 15         |                 | 15              | 6               |                    | -                  | -                  |             | 1           | 0           | 175    | 21     |
| gen.-giu. 2014     | Cremonese          | 1D                 | 12+3       | 0+1        | CI+CI-LP        | 0+2             | 0               | -                  | -                  | -                  | -           | -           | -           | 17     | 1      |
| 2014-2015          | Reggiana           | LP                 | 26+3       | 5+1        | CI-LP           | 2               | 0               | -                  | -                  | -                  | -           | -           | -           | 31     | 6      |
| 2015-2016          | Reggiana           | LP                 | 29         | 3          | CI+CI-LP        | 2+0             | 0               | -                  | -                  | -                  | -           | -           | -           | 31     | 3      |
| Totale Reggiana    | Totale Reggiana    | Totale Reggiana    | 55+3       | 8+1        |                 | 4               | 0               |                    | -                  | -                  |             | -           | -           | 62     | 9      |
| 2016-2017          | Lucchese           | LP                 | 35+5       | 3+2        | CI-LP           | 2               | 0               | -                  | -                  | -                  | -           | -           | -           | 42     | 5      |
| 2017-2018          | Cosenza            | C                  | 30+9       | 7+2        | CI+CI-C         | 0+4             | 0+1             | -                  | -                  | -                  | -           | -           | -           | 43     | 10     |
| 2018-2019          | Cosenza            | B                  | 32         | 3          | CI              | 1               | 0               | -                  | -                  | -                  | -           | -           | -           | 33     | 3      |
| 2019-2020          | Cosenza            | B                  | 34         | 8          | CI              | 1               | 0               | -                  | -                  | -                  | -           | -           | -           | 35     | 8      |
| 2020-gen. 2021     | Cosenza            | B                  | 11         | 0          | CI              | 2               | 0               | -                  | -                  | -                  | -           | -           | -           | 13     | 0      |
| Totale Cosenza     | Totale Cosenza     | Totale Cosenza     | 107+9      | 18+2       |                 | 8               | 1               |                    | -                  | -                  |             | -           | -           | 124    | 21     |
| gen.-giu. 2021     | Alessandria        | C                  | 18+5       | 1          | -               | -               | -               | -                  | -                  | -                  | -           | -           | -           | 23     | 1      |
| 2021-2022          | Alessandria        | B                  | 5          | 0          | CI              | 0               | 0               | -                  | -                  | -                  | -           | -           | -           | 5      | 0      |
| Totale Alessandria | Totale Alessandria | Totale Alessandria | 23+5       | 1          |                 | 0               | 0               |                    | -                  | -                  |             | -           | -           | 28     | 1      |
| gen.-giu. 2022     | Mantova            | C                  | 14         | 0          | CI-C            | -               | -               | -                  | -                  | -                  | -           | -           | -           | 14     | 0      |
| 2022-2023          | Franciacorta       | D                  | 28         | 4          | CI-D            | 1               | 0               | -                  | -                  | -                  | -           | -           | -           | 29     | 3      |
| 2023-2024          | Fezzanese          | D                  | 28         | 11         | CI-D            | 1               | 1               | -                  | -                  | -                  | -           | -           | -           | 29     | 12     |
| Totale carriera    | Totale carriera    | Totale carriera    | 500+33     | 56+7       |                 | 42              | 7               |                    | -                  | -                  |             | 1           | 0           | 576    | 78     |

## Palmarès

### Club

#### Competizioni nazionali
- Coppa Italia Serie C: 1

Spezia: 2004-2005
- Supercoppa di Lega di Prima Divisione: 1

Spezia: 2006